# Andy Dibble
Andrew Gerald Dibble (født 8. maj 1965 i Cwmbran, Wales) er en walisisk tidligere fodboldspiller (målmand). Han spillede tre kampe for Wales' landshold.
Dibble spillede gennem sin karriere for en lang række klubber i både hjemlandet, England og Skotland. Han tilbragte blandt andet ni sæsoner hos Manchester City, dog afbrudt af flere udlejninger. Han nåede i alt at spille 116 ligakampe for City, heraf flere i Premier League. Han spillede også af to omgange for Luton Town, og var med til at vinde den engelske Liga Cup med klubben i 1988. I 1996-97-sæsonen var han tilknyttet Rangers i Skotland, og vandt det skotske mesterskab med klubben.

## Titler
Engelsk Liga Cup
- 1988 med Luton Town

Premier League (Skotland)
- 1997 med Rangers